# Dick (jméno)
Dick je mužské křestní jméno. Vzniklo jako přezdívka pro jméno Richard. Nosí nebo nosilo ho více známých lidí:

## Nositelé jména Dick
- Dick Advocaat (* 1947) – nizozemský fotbalový trenér a bývalý fotbalista
- Dick Berk (1939–2014) – americký bubeník
- Dick Bruna (1927–2017) – nizozemský kreslíř a grafik
- Dick Button (* 1929) – bývalý americký krasobruslař
- Dick Clark (1929–2012) – americký moderátor
- Dick Dale (1937–2019) – americký surf rockový kytarista
- Dick Diamonde (1947–2024) – nizozemský baskytarista
- Dick Durbin (* 1944) – americký politik
- Dick van Dijk (1946–1997) – nizozemský fotbalista
- Dick Van Dyke (* 1925) – americký herec
- Dick Forsman (* 1953) – finský ornitolog
- Dick Fosbury (1947–2023) – americký politik a bývalý atlet
- Dick Francis (1920–2010) – britský žokej, novinář a spisovatel detektivních románů
- Dick Halligan (1943–2022) – americký hudebník a skladatel
- Dick Hebdige (* 1951) – britský sociolog
- Dick Higgins (1938–1998) – anglický hudební skladatel a básník
- Dick Hyman (* 1927) – americký hudební skladatel a klavírista
- Dick Cheney (* 1941) – americký politik, 46. viceprezident Spojených států
- Dick Lidman (* 1967) – bývalý belgický fotbalový útočník
- Dick Nanninga (1949–2015) – nizozemský fotbalista
- Dick Norman (* 1971) – belgický tenista
- Dick Pound (* 1942) – kanadský plavec a olympionik
- Dick Quax (1948–2018) – novozélandský atlet a běžec
- Dick Schoenaker (* 1952) – bývalý nizozemský fotbalista
- Dick Heckstall-Smith (1934–2004) – britský saxofonista
- Dick Taylor (* 1943) – anglický hudebník
- Dick Tiger (1929–1971) – nigerijský boxer
- Dick Tol (1934–1973) – nizozemský fotbalista
- Dick Wagner (1942–2014) – americký rockový zpěvák a kytarista
- Dick Warlock (* 1940) – americký herec a kaskadér